# Il ferro da stiro
Il ferro da stiro è il sesto romanzo di Gianni Simoni (2012), con protagonisti il commissario di polizia Miceli, prossimo alla pensione, ed il suo amico Petri ex giudice (che come l'autore ha deciso di prepensionarsi dal mondo giudiziario che non riusciva più a sopportare).

## Trama
I due ultrasessantenni Petri e Miceli sono bistrattati dalle rispettive mogli a causa del fastidioso senile risveglio d’interesse per l’altro sesso. 
I due cercheranno di ricostruire la loro vita coniugale; sarà così che Petri si ritroverà tra le mani un ferro da stiro che potrebbe essere stato usato per commettere un omicidio.